# Moronobea jenmanii
Moronobea jenmanii är en tvåhjärtbladig växtart som beskrevs av Adolf Engler. Moronobea jenmanii ingår i släktet Moronobea och familjen Clusiaceae. Inga underarter finns listade i Catalogue of Life.